# 마이크로소프트 비주얼 스튜디오 익스프레스
마이크로소프트 비주얼 스튜디오 익스프레스(Microsoft Visual Studio Express)는 마이크로소프트에서 개발된 프리웨어 통합 개발 환경(IDE)의 집합이며, 마이크로소프트 비주얼 스튜디오 제품 라인의 경량 버전이다.현재 웹사이트에서는 비주얼 스튜디오 커뮤니티만 설치 할 수 있다.
익스프레스 에디션은 비주얼 스튜디오 2005을 시작으로 배포되었다. 마이크로소프트에 따르면, 익스프레스 에디션은 취미 개발자와 학생 같이 전문 소프트웨어 개발자 이외의 사용자에게 IDE를 쉽고 간소하게 제공하기 위해 제작되었다.
비주얼 스튜디오 2012에서 하나의 애플리케이션으로 합쳐졌다. 참고로 2010을 비롯한 이전 버전은 C#, C++, Basic 등으로 나눠져있다.

## 역사
비주얼 스튜디오 2005 익스프레스의 첫 번째 버전은 2005년 10월에 출시되었으며 서비스 팩(SP) 1 버전은 2006년 12월에 출시되었다. 비주얼 스튜디오 2005 익스프레스 에디션은 윈도우 2000 SP4 이상 및 윈도우 NT 기반 플랫폼에서 실행된다. 원본 출시 이후 대중의 수요에 대응하여, 마이크로소프트는 이 에디션은 항상 무료로 유지된다는 것을 명시했다. 비주얼 스튜디오 2008 익스프레스는 2008년 8월 11일, 비주얼 스튜디오 2008 익스프레스의 SP1은 2007년 11월에 출시되었다. 비주얼 스튜디오 2008 및 2010 익스프레스 에디션은 윈도우 XP 서비스 팩 3이상의 윈도우 버전이 필요하다. 윈도우 2000은 더 이상 지원되지 않지만 익스프레스 2008을 사용하면 개발이 가능하다. 마이크로소프트는 비주얼 스튜디오 익스프레스의 이전 버전들을 사용할 수 없도록 했으며, 비주얼 스튜디오 2005 익스프레스는 이제 더 이상 다운로드를 할 수 없다.
비주얼 스튜디오 2010 익스프레스는 비주얼 스튜디오 2010과 함께 2010년 4월에 출시되었다. 비주얼 스튜디오 2010 익스프레스를 사용 기간 제한 없이 사용하려면 마이크로소프트에 무료 회원가입을 해야 한다. 이전의 비주얼 스튜디오 2005과 및 2008 익스프레스 에디션의 ISO 버전에서 등록이 필요하지 않았지만, 웹 다운로드 버전에서는 필요했다.
비주얼 스튜디오 2005 익스프레스는 등록이 필요하지 않고, 버전 2008, 2010, 2012는 인터넷이 불가능한 컴퓨터에서도 등록 키를 입력하여 제품 등록이 가능하다. 2013부터는 온라인으로 등록을 거쳐야 한다.
버전 2005, 2008은 오프라인 MSDN(도움말)이 포함되어 있다.

## 제품
비주얼 스튜디오 익스프레스는 다음과 같이 구성되어 있다.
- 비주얼 베이직 익스프레스
- 비주얼 웹 개발자 익스프레스
- 비주얼 C++ 익스프레스
- 비주얼 C# 익스프레스
- SQL 서버 익스프레스
- 익스프레스 for 윈도우 폰

'비주얼 J# 익스프레스 에디션'은 2005년에 출시되었지만 차후 출시를 위해 단종되었다. 비주얼 스튜디오 2005에서 제공되는 각 버전들은 각 제품 주기 전략에 따라, 2015년까지 지원될 것이다.

### 비주얼 베이직 익스프레스
비주얼 베이직 2005/2008(비주얼 베이직 2010/2012/2013 제외) 익스프레스 에디션은 비주얼 베이직 6.0 프로젝트를 비주얼 베이직 닷넷으로 업그레이드하는 것이 가능하도록 비주얼 베이직 6.0 변환기를 포함하고 있다. 익스프레스 에디션들(2005 및 2008)은 다음의 동일한 제한 사항을 대부분 가지고 있다.(특정 2008 익스프레스 에디션 제한 사항도 포함.)
- SQL 서버 익스프레스 및 마이크로소프트 액세스 외에 다른 데이터베이스를 위한 어떤 IDE도 지원하지 않음.
- ASP.NET으로 웹 애플리케이션을 지원하지 않음.(대신, 비주얼 웹 개발자 익스프레스로 할 수 있으며, 익스프레스 버전이 아닌 비주얼 스튜디오에서 동일한 IDE의 윈도우 애플리케이션과 웹 애플리케이션이 모두 사용 가능하다)
- 모바일 기기 개발을 지원하지 않음.(서식 또는 에뮬레이터 없음)
- 크리스털 보고서 없음.
- 프로젝트 템플릿(예. 윈도우 서비스 템플릿, 엑셀 통합 문서 템플릿)이 적음.
- 디버깅과 중단점들에 대한 옵션이 제한적임.
- 윈도우 서비스 생성을 지원하지 않음.(프로젝트 템플릿을 다운로드하여 얻을 수 있다)
- 오픈MP를 지원하지 않음.
- 제작이 완료된 프로그램에 대한 배포 옵션 적음.
- VB 익스프레스는 표준 버전의 몇 가지 고급 기능들이 빠져 있다. 예를 들어, 선택한 텍스트를 확장/축소할 수 있는 선택 숨기기와 개요 기능이 없다.

익스프레스 에디션은 비주얼 스튜디오의 다운그레이드 버전임에도 불구하고, 비주얼 베이직 2005부터 비주얼 베이직 2008까지 몇 가지 개선이 이루어졌다. 비주얼 베이직 2008 익스프레스는 비주얼 베이직 2005 익스프레스의 다음과 같은 향상 기능을 포함하고 있다.
- 비주얼 윈도우 프레젠테이션 파운데이션 디자이너(코드명 "Cider")를 포함.
- 런타임 디버그.
- 더 나은 인텔리센스 지원.
  - 일반적인 철자 오류 수정.
  - 잘못된 문법 형태를 대부분 수정.
  - 지정된 클래스가 발견되지 않았을 때 클래스 이름 제안을 제공.

### 비주얼 웹 개발자 익스프레스
비주얼 웹 개발자 익스프레스는 개발자가 무료로 다른 비주얼 스튜디오 2008 에디션의 웹 개발 및 편집 기능을 평가할 수 있는 프리웨어 웹 개발 도구이다. 주요 기능은 ASP.NET 웹사이트를 생성하는 것이다. 여기에는 위지윅 인터페이스, 드래그 앤 드롭 사용자 인터페이스 디자이너, 향상된 HTML와 코드 편집기, (제한적) 데이터베이스 탐색기, 기타 웹 기술 지원(예. CSS, 자바스크립트, XML), XHTML 1.0/1.1 및 CSS 2.1를 포함하는 표준을 위한 통합 디자인-타임 유효성 검사가 있다.
비주얼 스튜디오 2005는 접근성 검사기, 독립 실행형 클래스 라이브러리 프로젝트 생성 기능(다른 언어의 익스프레스 에디션으로 수행할 수 있다), 서드파티 추가 기능을 불러오는 데 필요한 확장성 지원, 매크로 및 일부 다른 기능와 같은 특정 기능이 부족하다.
비주얼 스튜디오 2008 익스프레스 웹 개발자 SP1은 비주얼 스튜디오 2005 익스프레스에서 지원되지 않는 클래스 라이브러리 및 웹 애플리케이션 프로젝트를 모두 지원한다. 그것은 또한 마이크로소프트 익스프레션 웹을 기반으로 한 새 통합 HTML 디자이너를 포함한다. 그러나 자체-개발한 웹 사이트를 게시하는 기능은 이 에디션에 존재하지 않는다.

### 비주얼 C++ 익스프레스
비주얼 C++ 익스프레스 에디션은 Win32 애플리케이션뿐만 아니라 닷넷을 컴파일하는 데 사용할 수 있다. 윈도우 플랫폼 SDK 컴파일러 및 핵심 파일이 Win32 API를 사용하는 애플리케이션을 빌드하는 데 사용할 수 있도록 포함되었다. MFC 또는 ATL 중 하나를 사용하여 애플리케이션을 빌드하려면, 라이브러리는 윈도우 드라이버 키트와 같은 대체 소스에서 얻어야 한다.
그러나 기본적으로 이 IDE를 통한 64 비트 애플리케이션을 컴파일하는 것은 몇몇 관련된 설정(configuration) 없이는 지원되지 않는다. 만약 윈도우 SDK를 자유롭게 사용 가능한 전체 버전이 설치되었다면, 64 비트 애플리케이션 SDK와 함께 제공된 x64 크로스-컴파일러(Cl.exe)를 사용하여 커맨드 라인에서 만들 수 있다. 비주얼 C++ 2008 익스프레스 에디션과 64 비트 컴파일러의 진정한 통합은 가능하지만, 성가신 문제가 남아있다. 하지만 비주얼 C++ 익스프레스 2010에서 내장된 v100을 윈도우 SDK에 플랫폼 도구모음으로 변경하기만 하면 될 만큼 간단하다.
비주얼 C++ 2008 및 2010 익스프레스는 리소스 편집기를 포함하지 않는다. 비주얼 스튜디오의 고급 상업용 버전, 구체적으로 프로페셔널 및 팀 스위트 에디션은 이 기능을 가지고 있다.
많은 오픈 소스 프로젝트는 비주얼 C++ 익스프레스로 만든 프로젝트 파일을 제공하기 시작했다. 주요 예제에는 일리히트 엔진, 오우거가 있다. 또한 상용 엔진을 위한 모딩 키트, 밸브의 소스 엔진은 이 개발 시스템을 지원하고 있다.
비주얼 C++ 익스프레스의 제한 사항은 다음과 같다.
- 리소스 편집기가 없다.
- 내장 MFC 지원이 없다.
- 내장 ATL 지원이 없다.
- 프로파일링 지원이 없다.
- 내장 x64 컴파일러가 없다.
- 추가 기능 또는 매크로 IDE를 지원하지 않는다.
- 디버그 메모리 또는 레지스터 창이 없고 하나의 창만 있다.

### 비주얼 C# 익스프레스
비주얼 C# 익스프레스는 사용하기 쉽고 가벼운 무료 통합 개발 환경(IDE)이며, 처음 개발자, 학생, 그리고 콘솔 기반 애플리케이션, 클래스 라이브러리 구축, 윈도우 폼 및 윈도우 프레젠테이션 파운데이션 애플리케이션에 관심이 있는 취미 개발자를 위해 설계되었다. 윈도우, 엑스박스 360 및 Zune용 애플리케이션과 게임(XNA 게임 스튜디오와 결합할 때)을 만드는 데 사용할 수 있다.
프로그래밍을 배우는 게임 취미 개발자들 덕분에 C# 익스프레스에 대한 많은 커뮤니티들이 있다.
제한 사항: 사용자가 중단점 기능을 제어할 수 있는 중단점의 목록은 제거되었으며, 따라서 현재 사용자는 중단점을 전환할 수만 있다.
다음 리팩토링 모드도 제거되었다.
- 필드 캡슐화
- 지역 변수의 매개변수화
- 매개변수 재배치
- 매개변수 제거
- 인터페이스 추출

이는 비주얼 C# 익스프레스의 리팩토링 기능을 이름 바꾸기와 추출 방식으로 효과적이게 줄였다.
개발자들은 "C# 익스프레스의 사용자 경험을 단순화하기 위해서"라고 제거 이유를 설명한다. 그러나 이는 일부 최종 사용자들이 사용자 경험을 단순화하지 않고 오히려 악화시킨다며 리팩토링 기능이 중요하다는 주장을 제기하면서 논쟁을 일어났다.
이미 실행중인 프로세스에 디버거를 연결할 수 있는 기능은 또한 제거되어, 원본 디버깅 세션의 오류가 중단점을 무시하게 만들었을 때, ASP.NET에서 윈도우 서비스 작성 및 재디버깅 등과 같이 시나리오를 방해한다.

### SQL 서버 익스프레스
SQL 서버 익스프레스는 프리웨어이며, 가볍운 마이크로소프트 SQL 서버 재배포 가능 버전이다. 그것은 기본 윈도우 애플리케이션 및 웹 사이트를 작성하는 개발자를 위해 데이터베이스를 비용 없이 제공한다. SQL 서버 익스프레스는 MSDE 2000을 대체하며 그 기능 모음을 상당히 확장한다.
SQL 서버 관리 스튜디오 익스프레스는 SQL 서버 익스프레스 관리를 위한 그래픽 사용자 인터페이스를 제공하며, 또한 다운로드 받을 수 있다.
SQL 서버 익스프레스 에디션은 다음과 같은 제한이 있다.
- 물리적 CPU를 한 개로 제한.
- 엔터프라이즈 기능 지원의 부족.
- 버퍼 풀을 1GB 메모리로 제한.
- 데이터베이스는 4GB 크기 제한이 있다.[21](SQL 서버 익스프레스 2008 R2는 10GB부터 시작)
- 데이터 미러링 및 클러스터링 없음.
- 프로파일러 없음.
- 작업량 조절 없음.
- 스프레드시트로 데이터를 가져오거나 스프레드시트에서 내보내는 GUI가 없음.
- 서버 에이전트 백그라운드 프로세스 없음.

## 확장성
비주얼 스튜디오는 궁극적으로 "패키지"라는 동적으로 탑재 가능한 모듈을 통해 모든 명령, 창, 편집기, 프로젝트 유형, 언어, 기타 기능을 구현하는 핵심 "셸"을 구성하며, 원래 확장성이 좋다. 마이크로소프트는 서드파티 파트너들이 무료 VSIP(Visual Studio Industry Partner) 프로그램을 통해 비주얼 스튜디오용 모듈을 만들도록 장려하고 육성한다. 그러나 댄 페르난데즈에 따르면, 마이크로소프트는 "익스프레스에서 서드 파티 확장성을 허용하지 않도록 하는 결정을 내렸다"고 한다.

## 같이 보기
- 마이크로소프트 비주얼 스튜디오